# Рандолф (Юта)
Рандолф (англ. Randolph) — город в штате Юта (США). Административный центр округа Рич. По данным переписи за 2010 год число жителей города составляло 463 человека.
Первые поселенцы прибыли на земли вблизи современного города из Сент-Чарльза, Айдахо в 1870 году.

## Географическое положение
По данным Бюро переписи населения США город имеет общую площадь в 2,7 км². Рандолф расположен на севере штата. Город расположен на плато со средней высотой 1920 м.

### Климат
По классификации климатов Кёппена климат Рандолфа относится к влажному континентальному (Dfb). Средняя температура в году — 3,3 °C, самый тёплый месяц — июль (средняя температура 16,9 °C), самый холодный — январь (средняя температура −9,6 °C). Среднее количество осадков в году 315 мм.
| Показатель                    | Янв.  | Фев.  | Март  | Апр. | Май   | Июнь | Июль | Авг. | Сен.  | Окт.  | Нояб. | Дек.  | Год   |
| ----------------------------- | ----- | ----- | ----- | ---- | ----- | ---- | ---- | ---- | ----- | ----- | ----- | ----- | ----- |
| Абсолютный максимум, °C       | 11,7  | 12,8  | 21,7  | 25   | 31,1  | 32,8 | 36,1 | 35,6 | 31,7  | 27,8  | 19,4  | 16,7  | 36,1  |
| Средний суточный максимум, °C | −2,4  | −0,7  | 4,9   | 11,6 | 17,4  | 22,9 | 27,8 | 26,8 | 21,1  | 14,4  | 5,1   | −2    | 12,3  |
| Средняя температура, °C       | −9,6  | −8,2  | −2,6  | 3,4  | 8,2   | 12,9 | 16,9 | 16,8 | 10,4  | 4,6   | −2,6  | −9    | 3,3   |
| Средний суточный минимум, °C  | −16,8 | −15,7 | −10   | −4,9 | −0,9  | 3    | 6    | 4,7  | −0,3  | −5,3  | −10,2 | −16   | −5,6  |
| Абсолютный минимум, °C        | −40,8 | −41,7 | −31,7 | −20  | −12,2 | −7,8 | −3,3 | −8,3 | −13,3 | −18,3 | −29,4 | −40,6 | −41,7 |
| Норма осадков, мм             | 23    | 21    | 21    | 29   | 35    | 25   | 24   | 30   | 35    | 29    | 22    | 22    | 315   |

## Население

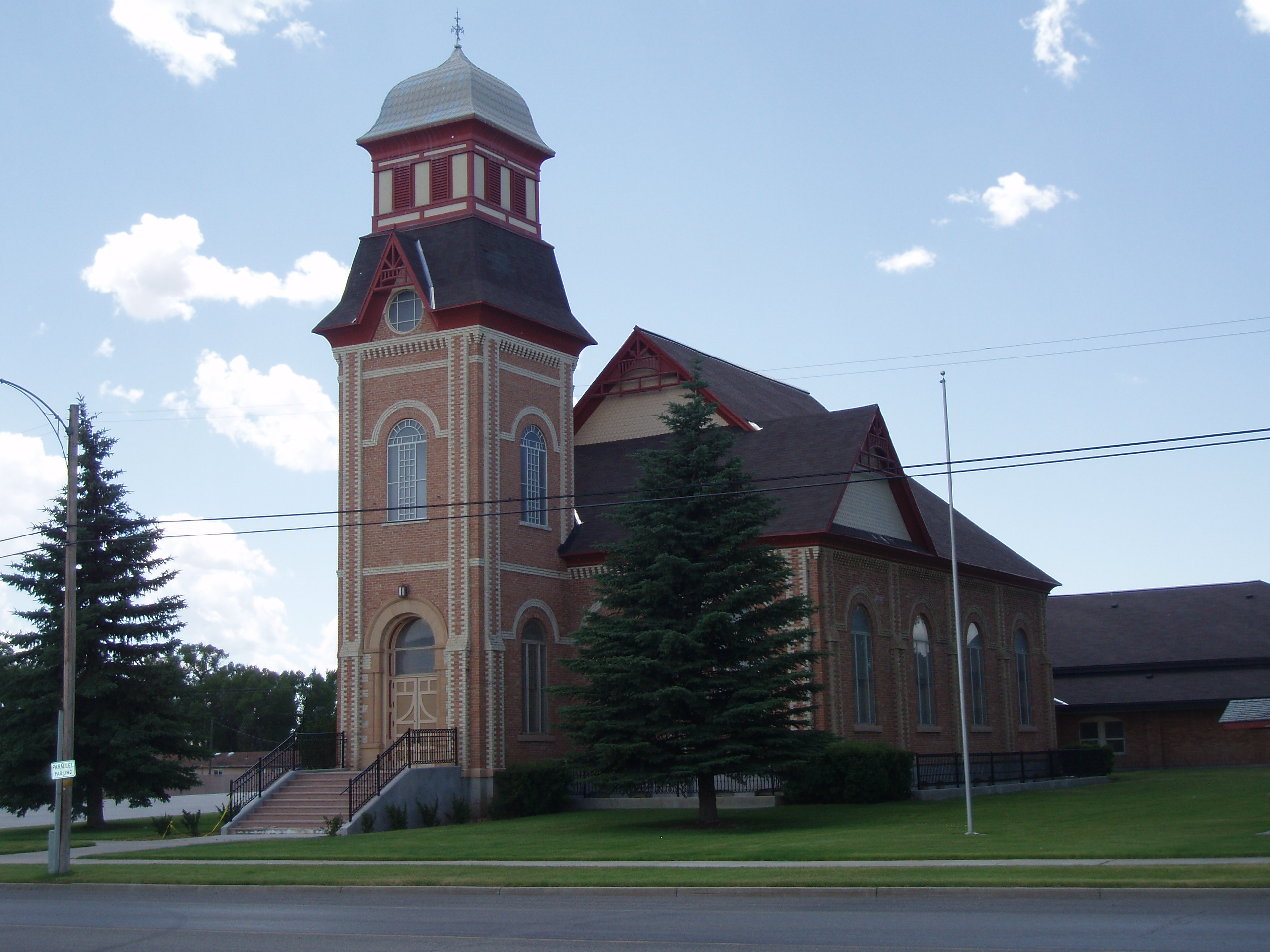
Скиния Рандолфа

По данным переписи 2010 года население Рандолфа составляло 464 человека (из них 48,3 % мужчин и 51,7 % женщин), в городе было 156 домашних хозяйств и 122 семьи. На территории города было расположено 207 построек со средней плотностью 76,7 постройки на один квадратный километр суши. Расовый состав: белые — 93,8 %, азиаты — 0,2 %, коренные американцы — 3,0 %.
Население города по возрастному диапазону по данным переписи 2010 года распределилось следующим образом: 33,8 % — жители младше 18 лет, 2,8 % — между 18 и 21 годами, 51,3 % — от 21 до 65 лет и 12,1 % — в возрасте 65 лет и старше. Средний возраст населения — 32,6 лет. На каждые 100 женщин в Рандолфе приходилось 93,3 мужчин, при этом на 100 совершеннолетних женщин приходилось уже 100,7 мужчин сопоставимого возраста.
Из 156 домашних хозяйств 78,2 % представляли собой семьи: 69,2 % совместно проживающих супружеских пар (32,7 % с детьми младше 18 лет); 7,1 % — женщины, проживающие без мужей и 1,9 % — мужчины, проживающие без жён. 21,8 % не имели семьи. В среднем домашнее хозяйство ведут 2,97 человека, а средний размер семьи — 3,44 человека. В одиночестве проживали 16,0 % населения, 12,2 % составляли одинокие пожилые люди (старше 65 лет).
В 2015 году из 372 человек старше 16 лет имели работу 205. В 2014 году медианный доход на семью оценивался в 66 250 $, на домашнее хозяйство — в 54 375 $. Доход на душу населения — 18 300 $ в год.